# Fender Swinger

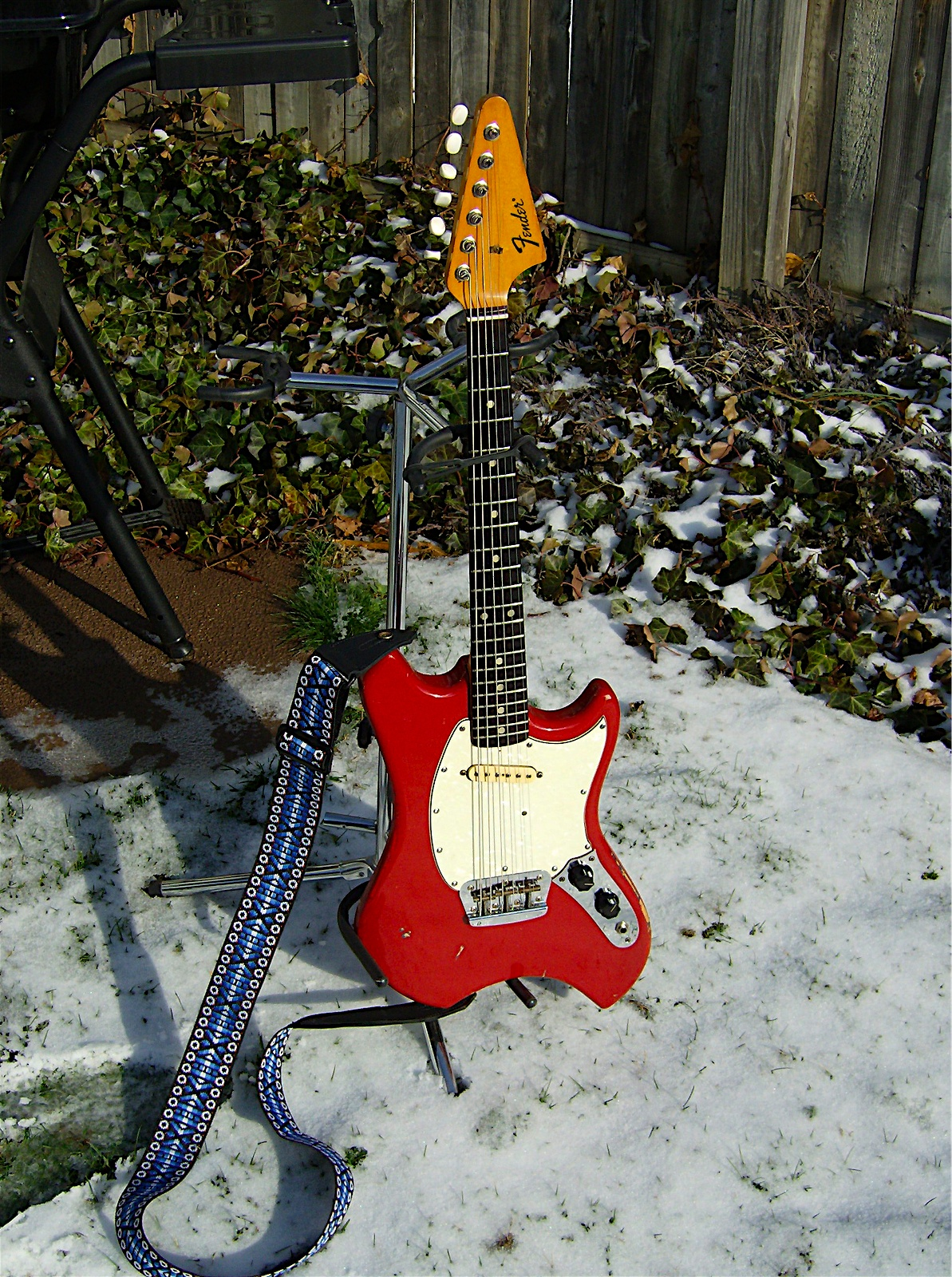
Fender Swinger

Fender Swinger byl krátce vyráběný model elektrických kytar od společnosti Fender Musical Instruments Corporation. Model byl vyráběn pouze v roce 1969 z většinou starších dílů. Bylo vyrobeno přibližně 250–300 kusů.